# 六燈獎
《六燈獎》是中國電視公司（中視）的才藝競賽節目，清華廣告製作，1978年1月8日開播，1988年2月13日停播，由曾任台灣電視公司（台視）同類節目《田邊俱樂部——歌唱擂台》（《五燈獎》前身）製作人的周宜新擔任製作人，大部分集數由中視大樂隊伴奏。

## 提要
1977年10月，台視擬將《才藝五燈獎》（《五燈獎》前身）改為以介紹稀有事物為主的《新五燈獎》，導致周宜新不滿；周宜新憤而帶著《才藝五燈獎》女主持人李明瑾到中視推出《六燈獎》，並找來統一企業作為《六燈獎》獨家贊助商。
周宜新曾任台中市中聲廣播電台節目部主任兼主持人達七年，轉而製作電視節目。1980年12月，周宜新說，當初推出《六燈獎》的宗旨是提倡正當休閒活動與培育歌唱人才，《六燈獎》也確實配合中華民國政府提倡踢毽、跳繩、土風舞等民俗運動。

《六燈獎》的標誌

1978年1月8日至1986年，《六燈獎》只設有一名主持人，而且一直都是僅由一名女性擔任主持人；此時期共有五代主持人：李明瑾、張淑娟、楊秀婷、江艾倫。李明瑾本籍江西，世界新聞專科學校廣播電視科畢業，曾經主持《五燈獎》系列節目三年多，在《六燈獎》開播時服務於一家頗具規模的建設公司。李敖的著作《李敖回憶錄》曾提到他認識李明瑾。1983年7月，當時仍在就讀淡江大學教育資料科學系的江艾倫接任《六燈獎》第四代主持人。1984年1月8日～1984年12月30日，《六燈獎》播映集數為316～367集。1985年1月6日～1985年12月29日，《六燈獎》播映集數為368～418集，張淑娟主持（1985年八月中旬後到年底改由周麟主持。）
1986年1月5日起，《六燈獎》改為一男一女主持，第六代主持人是寇紹恩、張淑娟；《六燈獎》佈景同時全部換新，新舞台的設計過程是清華廣告曾經走訪國內知名舞台設計師，先後三次比稿，才定案發包施工；節目項目則是依據清華廣告委託市場調查中心訪談分析後的建議來安排的；《六燈獎》獎金同時從新台幣三萬元提高至新台幣五萬元。
1986年1月5日至1986年12月27日，《六燈獎》播映集數為419～468集。1987年1月，由於張淑娟出國探親，《六燈獎》女主持人改為台灣許多選美活動中選出的「小姐」、「皇后」、「公主」、「仙子」等代班主持，首先請到的三位代班女主持人是「世界文化小姐」宋慧貞、「第一屆台北嫦娥仙子」胡蕙民與「中華民國第一屆梅花郡主」李威儀；宋慧貞主持的單元是〈老外國語才藝〉與〈卡拉二重唱〉，胡蕙民主持的單元是〈好歌大家唱〉，李威儀主持的單元是〈幼兒啦啦隊〉與〈閩南語卡拉OK〉。1987年4月，由於張淑娟隨醫生夫婿林靖哲出國進修退出演藝圈，《六燈獎》最後一代主持人是寇紹恩、崔麗心，而崔麗心是《六燈獎》第五代女主持人。
1986年10月，《六燈獎》播映時間從每週六18:00～18:30改為每週六19:00～19:30，寇紹恩、崔麗心主持。

## 規則
《六燈獎》的比賽規則與《五燈獎》大同小異，但總燈數是六個，比《五燈獎》多了一個燈。
三段優勝時期
1983年7月以前，《六燈獎》的衛冕方式是以「三段優勝」為最高榮譽：總衛冕關數為十八關，分為三段，每一段有六關競賽，每關比較參賽者燈數高低，燈數高的參賽者即成為衛冕者。
參賽者必須經過六位評審的評分，通過了才可以參加第一關的比賽。第一段每關勝者可得獎金新台幣六百元，敗者可得獎金新台幣三百元；第一段優勝者可得獎金新台幣六千元。第二段每關勝者可得獎金新台幣七百元，第二段優勝者可得獎金新台幣一萬五千元。第三段每關勝者可得獎金新台幣八百元；第三段優勝者稱為「三段優勝」，可得獎金新台幣三萬元。《六燈獎》的六個燈代表六位評審，六位評審必須是對音樂有特殊造詣者，包括吉他老師、民謠音樂家、正統聲樂老師、流行音樂作曲家、流行歌曲教唱者等。為了評審公正起見，每一批評審將連上四星期（四集）的錄影，因為相同的評審理應具有同一標準的評選角度。
百分制計分時期
1983年7月，《六燈獎》取消以燈數定勝負的方法，改為先比較參賽者燈數高低，若同燈則比較分數以定勝負；以往的比賽方式——挑戰者與衛冕者以同一首歌曲比賽，則改成兩人以同一類型歌曲比賽（例如都唱國語歌）；獎金仍為新台幣三萬元。
《六燈獎》計分方式採用百分制，因此參賽者滿分是一百分，比《五燈獎》多了四倍（《五燈獎》參賽者滿分為二十五分）。1986年1月5日，《六燈獎》獎金提高至新台幣五萬元。

## 單元簡介

《六燈獎》1986年版佈景，正在錄製的單元是〈山地歌謠〉

右：《六燈獎》1987年版佈景，正在錄製的單元是〈第一大集合〉。
左：《六燈獎》末代主持人寇紹恩、崔麗心。

〈民謠演唱大賽〉
這是《六燈獎》最初的型態，自第1集起至1978年5月第一個星期日止，開放青年學生自備吉他、自彈自唱民謠。
此型態的伴奏者是各大專院校吉他社社員20人，共有13女、7男，他們彈奏吉他的時間都在一年以上。在每集錄影前幾日，清華廣告會先給他們5至6首歌曲的樂譜，樂譜上註明拍子與和弦，讓他們先熟練彈奏這些歌曲。有些伴奏者兼任《六燈獎》駐其所就讀學校的聯絡人，大家在學校午休時間集合練習彈奏。在每集錄影前一日，全體伴奏者集合練習彈奏，並接受清華廣告聘請的吉他指導老師韓正皓的指導。這是周宜新的構想，他自己就是樂器的行家，而他同時有意突破現有的樂隊伴奏型態。
〈我愛媽媽〉
自1978年5月第二個星期日（母親節）至1978年6月底止的型態，開放媽媽報名。表演項目不以歌唱為限。只要是有娛樂或健身效果的表演項目，例如舞蹈、國樂、太極拳、體操等，都可作為表演項目。清華廣告鼓勵參賽的媽媽帶來她的老公或子女，擔任為她伴奏、伴舞、合唱或合演的啦啦隊，至少也要以雙手打拍子助興；清華廣告將按人數發給他們交通費。清華廣告同時安排6位媽媽彈電子琴伴奏，所以〈民謠演唱大賽〉的伴奏者不必在此型態時期擔任伴奏。
〈我愛暑假〉
暑假兒童才藝競賽，項目包括唱遊、童謠、歌唱等。
〈踢毽子比賽〉
限兒童參加的踢毽競賽單元，參賽者必須做到規定的動作。
〈跳繩比賽〉
限兒童參加的跳繩單元。
〈土風舞比賽〉
土風舞競賽單元。
〈我愛中華〉
愛國歌曲歌唱競賽。開放任一職業的從業人員穿著制服報名參賽，或同一職業的從業人員穿著制服組隊報名參賽。
〈我愛少年〉
少年歌唱競賽。
〈我愛青年〉
青年歌唱競賽。
〈我愛新春〉
春節應景歌曲歌唱競賽。
〈歌唱擂台〉
1983年7月推出的歌唱競賽單元。挑戰者與衛冕者以同一類型歌曲比賽（例如都唱國語歌），先比較兩人燈數高低，若同燈則比較分數以定勝負。
〈舞蹈擂台〉
1983年7月推出的舞蹈競賽單元。
〈兒童大陀螺比賽〉
1983年7月推出的陀螺競賽單元，限兒童參加。現場準備1台斤至50台斤重的各型陀螺數十個，參賽者只要打起一個5台斤陀螺就可以晉級打10台斤陀螺，一共分為10關，打起50台斤陀螺者可獲得獎學金新台幣8800元。
〈電視卡通歌曲〉
電視卡通歌曲歌唱競賽單元。
〈電視電影主題曲〉
電視劇與電影主題曲歌唱競賽單元。
〈急智歌唱〉
急智歌曲歌唱競賽單元。參賽者現場按鈕選題，急智自編自唱。
〈幼兒手語唱遊〉
限幼兒參加的唱遊單元。讓幼兒以動作來詮釋歌曲的詞句，透過老師或家長的引導，自由創作手語動作及舞蹈表演。
〈好歌大家唱〉
1987年2月推出，為喜歡唱歌的人開闢的歌唱單元。歌喉欠佳、五音不全的人，只要能掌握歌詞，也能上台唱歌。五度五關衛冕者可獲得獎金新台幣五萬元與獎牌一面。
〈吹水管〉
吹奏表演單元，以塑膠水管取代洞簫。
〈山地歌謠〉
台灣原住民歌謠競賽單元，每週邀請台灣原住民各族青年男女參賽。
〈阿公阿媽歌唱〉
老人歌唱競賽單元。
〈新潮舞〉
流行舞蹈競賽單元。
〈雙胞胎唱遊〉
限雙胞胎參加的唱遊單元，是從〈幼兒手語唱遊〉改版而來。
〈幼兒啦啦隊〉
限幼兒參加的啦啦隊競賽單元，1986年暑假開播，1987年2月停播。
〈校園歌謠〉
歌唱競賽單元。參賽歌曲以清純曲風為主，例如李建復、姜育恆、鄭怡、芝麻龍眼、齊豫、蘇來、殷正洋等人的歌。
〈卡拉二重唱〉
兩人一組的歌唱競賽單元，以卡拉OK伴唱機伴奏，優點為可以自由升降音。
〈閩南語卡拉OK〉
1987年2月推出，限爸爸級、媽媽級觀眾參加的閩南語歌唱競賽單元。
〈女子防身術〉
1986年6月1日推出，限女性參加的防身術競賽單元。以同一名男性擔任假想敵，分別對兩名參賽者發動攻擊。合氣道四段高手林在福在現場指導，就參賽者的防身技巧與還擊技巧純熟度評定高下。第一個競賽項目是「如何防止皮包被搶」。
《六燈獎》製作人李敏昭說，中華民國傳統符咒法術研究學會理事長賴順昌開著賓士車追撞殺警奪槍的歹徒，使警方偵破林宗誠犯罪集團殺警奪槍案，可見現實社會中需要人人起而努力，在自保之餘還能打擊犯罪，共同建立治安良好的社會；所以《六燈獎》配合這樣的社會需求，推出此單元，一來鼓勵觀眾學習防身術，二來推廣這項具有建設性的正當娛樂，從無形中打擊犯罪。
〈一招半式〉
配合〈女子防身術〉，1986年6月1日推出的女性防身術教學單元，防身術老師葉麗玉示範如何藉由攻擊者的力量制伏攻擊者。第一個教導的招式是「摸頭髮」：女子雙手被突如其來的陌生人抓緊後，女子迅速抬手，就像梳理自己頭髮的動作一樣，撥開被捉住的雙手，並趁機還擊。
〈兒童護身術〉
限兒童參加的防身術競賽單元。
〈老外國語才藝〉
限外國人參加的國語才藝競賽單元。
〈第一大集合〉
1987年推，每集各設定六種才藝，邀請國內號稱某項才藝第一的高手參賽，分為「健康隊」與「快樂隊」，每種才藝兩隊各派一人參賽。才藝項目如「花式飛盤第一」、「韻律體操第一」、「民俗舞第一」、「毽子第一」、「扯鈴第一」、「吹花瓣第一」、「吹大笛第一」、「畫糖第一」等。沒有衛冕制度，只是網羅各種頂尖才藝表演者登場；播出第一集後，收視率提高了3%至4%。
〈創意化粧〉
1987年推，參賽者以自己身上的偽裝所造成的視覺錯覺作出視覺變化，例如「透明人」、「仙人掌」、「真假鞋帶」、「乾燥花」、「兔子」等。

## 特色內容
報燈報分方式
舉例說明：A參賽者與B參賽者同台較勁，表演完畢後，主持人宣布A參賽者有「五個燈」、B參賽者有「六個燈」，則B參賽者則取得衛冕資格，不看分。如果A參賽者得「六個燈」、B參賽者也得「六個燈」，則參賽者必須要繼續看其分數高低；如果參賽者A的分數有89分、B的分數有91分，則B參賽者取得衛冕資格。
江艾倫主持時期的報燈方式，為「第一個燈，亮！第二個燈，亮！第三個燈，亮！……」，直到該名參賽者該有的燈數為止。若參賽者得五個燈，則報燈詞為：「第一個燈，亮！第二個燈，亮！第三個燈，亮！第四個燈，亮！第五個燈，亮！第六個燈，不亮！」報分方式，則是從「10、20、30、40、50、60、70、80、81、82、83、84、85……」喊到該名參賽者的得分。每一個參賽者該有的燈數或分數確定時，中視大樂隊伴奏兒歌〈兩隻老虎〉歌詞中「跑得快」三字的唱名「mi、fa、sol」。

## 其他
- 《六燈獎》前三年的三段優勝名單如下：[22]

1. 葉東安：1978年2月5日成為〈民謠演唱大賽〉第一位三段優勝。
2. 歐相宙：1978年4月9日成為〈民謠演唱大賽〉三段優勝。
3. 張沛楠：1978年6月25日成為〈我愛媽媽〉第一位三段優勝。
4. 徐長珍：1978年9月3日成為〈我愛暑假唱遊〉三段優勝。
5. 袁鑑：1978年10月15日成為〈我愛少年獨唱〉三段優勝。
6. 孫鳳君：1978年12月31日成為〈我愛青年獨唱〉三段優勝。
7. 陳艾美：1979年1月21日成為〈我愛吉他〉三段優勝。
8. 林美瑞：1979年4月29日成為〈我愛媽媽〉第二位三段優勝。
9. 燕韻宇：1979年6月3日成為〈我愛媽媽〉第三位三段優勝。
10. 陳世健：1979年8月12日成為〈我愛暑假歌唱〉男聲四重唱三段優勝。
11. 林佩珊：1979年9月2日成為〈我愛暑假童謠〉三段優勝。
12. 李羽神：1979年9月30日成為〈我愛暑假歌唱〉女聲四重唱三段優勝。
13. 董麗惠：1979年11月18日成為〈我愛中華〉三段優勝。
14. 謝東山：1980年2月17日成為〈我愛新春〉三段優勝。
15. 鄭念樺、雷巧雲：1980年5月11日成為〈吉他自彈自唱〉三段優勝。
16. 謝淑祺、徐美琪：1980年8月24日成為〈電視卡通歌曲〉三段優勝。
17. 洪薏菁、何晶燕：1980年10月19日成為〈電視卡通歌曲〉三段優勝。
18. 常新惠、易君浩：1980年11月16日成為〈民歌〉三段優勝。

- 從《六燈獎》道的藝人有：
  - 殷正洋（1982年8月獲得〈中華歌謠自彈自唱〉三段優勝後被上揚唱片網羅）
  - 楊麗菁（參加舞蹈競技，表演民族舞蹈與現代舞，被中視發掘且加以培訓，曾參演中視1986年八點檔連續劇《大旗英雄傳》）
  - 羅惠娟（1981年5月獲得歌唱項目優勝，成為中視基本歌星）[23]
  - 羅志祥（與其父共同獲得親子歌唱大賽亞軍）
  - 張秀卿（〈兒童急智歌唱比賽〉優勝）等
- 道前曾參加《六燈獎》的藝人有：
  - 芝麻龍眼
  - 李建復（1978年2月12日參賽歌唱項目，共計衛冕兩次，未獲得三段優勝）
  - 蔡琴（1978年3月26日參賽歌唱項目，曾以兩次同燈與歐相宙打成平手，但未獲得三段優勝）
  - 葉佳修（1978年3月參賽歌唱項目，但未獲得三段優勝）
  - 黃仲崑等[12][23]
- 《六燈獎》節目中以「玩具機器人」贈送統一企業贊助的飲料給參賽者，達到參賽者參賽的樂趣。
- 在中視八點檔連續劇《光陰的故事》第21集中，以戲劇模擬的方式來呈現《六燈獎》錄影現場，《六燈獎》節目名稱圖卡並未出現在《六燈獎》開播前。劇中《六燈獎》錄影現場的中視大樂隊座位擋板，是使用1985年《六燈獎》使用過的同款擋板[24]。
- 《六燈獎》唯一的姊妹節目為《六燈獎健康專欄：我們的身體》，是一個健康教育節目。

## 註解
1. 1 2  《光陰的故事》第21集的《六燈獎》重製版開頭的工作人員表。
2. 1 2 3  林林，〈如何應付色狼的侵襲？ 中視六燈獎推出「女子防身術」單元〉，《掃描線周刊》第24期（中視文化公司1986年6月15日出版）第14頁。
3. ↑  〈中視新春獻禮推嶄新綜藝節目 六燈獎〉，《中國電視周刊》第430期（1978年1月16日出版）第20頁。
4. ↑  王幼珠 文，〈六燈獎 造就了多少人才？〉，《中視周刊》第584期（1980年12月28日出版）第25至26頁。
5. ↑  〈中視新春獻禮推嶄新綜藝節目 六燈獎〉，《中國電視周刊》第430期（1978年1月16日出版）第21頁。
6. 1 2  〈六燈獎永遠領先〉，《掃描線雜誌》第17期（1983年8月號）第19頁。
7. ↑  娟娟，〈「六燈獎」新搭檔 金童玉女攜手主持〉，《掃描線周刊》第3期（中視文化公司1986年1月19日出版）第20頁。
8. ↑  舞伶，〈六燈獎 創造流行焦點〉，《掃描線周刊》第17期（中視文化公司1986年4月27日出版）第22頁。
9. ↑  小聞，〈「六燈獎」打出美女牌〉，《掃描線周刊》第55期（中視文化公司1987年1月9日出版）第22頁。
10. 1 2 3 4 5 6  小歡，〈「六燈獎」新人新氣象〉，《掃描線周刊》第67期（中視文化公司1987年4月3日出版）第18頁。
11. 1 2 3  周綠娟，〈「幼兒啦啦隊」為「六燈獎」帶來朝氣〉，《掃描線周刊》第44期（中視文化公司1986年10月24日出版）第23頁。
12. 1 2  王幼珠 文，〈六燈獎 造就了多少人才？〉，《中視周刊》第584期（1980年12月28日出版）第28頁。
13. ↑  〈中視新春獻禮推嶄新綜藝節目 六燈獎〉，《中國電視周刊》第430期（1978年1月16日出版）第20至21頁。
14. 1 2  劉毓珠，〈求新求變、充滿朝氣的綜藝節目 六燈獎〉，《中國電視周刊》第444期（1978年4月23日出版）第70頁。
15. ↑  劉毓珠，〈求新求變、充滿朝氣的綜藝節目 六燈獎〉，《中國電視周刊》第444期（1978年4月23日出版）第68至70頁。
16. ↑  劉毓珠，〈求新求變、充滿朝氣的綜藝節目 六燈獎〉，《中國電視周刊》第444期（1978年4月23日出版）第70至71頁。
17. ↑  《中視周刊》第589期（1981年2月1日出版）第46頁。
18. ↑  周綠娟，〈「幼兒啦啦隊」為「六燈獎」帶來朝氣〉，《掃描線周刊》第44期（中視文化公司1986年10月24日出版）第22頁。
19. ↑  柯睿達、陳垚宏 台北報導，〈台灣啟示錄／破獲殺警奪槍惡匪 符咒師領獎800萬〉 （页面存档备份，存于），《東森新聞報》2007年4月1日。
20. ↑  萬家香 文，〈中視六燈獎 大幅調整節目內容〉，《電視周刊》第1280期（台視文化公司1987年4月19日出版）第134至135頁。
21. ↑  萬家香 文，〈為提高收視率 中視六燈獎頻添新單元〉，《電視周刊》第1275期（台視文化公司1987年3月15日出版）第116至117頁。
22. ↑  王幼珠 文，〈六燈獎 造就了多少人才？〉，《中視周刊》第584期（1980年12月28日出版）第26至28頁。
23. 1 2  吳玲玲，〈六燈獎 造就了多少「明星」〉，《掃描線周刊》第18期（中視文化公司1986年5月4日出版）第18至19頁。
24. ↑  駱凡，〈才藝競賽節目競爭激烈 全家福可能瓜代六燈獎〉，《電視周刊》第1180期（台視文化公司1985年5月19日出版）第44至45頁。

## 資料來源、參考書目
- 中華民國電視學會電視年鑑編纂委員會 編纂，《中華民國電視年鑑第四輯：民國七十三年至七十四年》，中華民國電視學會1986年6月30日出版，第80～81頁。
- 中華民國電視學會電視年鑑編纂委員會 編纂，《中華民國電視年鑑第五輯：民國七十五年至七十六年》，中華民國電視學會1988年6月30日出版，第81頁。